# Parageina
Parageina es un género de escarabajos  de la familia Chrysomelidae. En 1936 Laboissière describió el género. Contiene las siguientes especies:
- Parageina andrewesi (Jacoby, 1904)
- Parageina bouvieri Laboissiere, 1936